# إمبراطورية الشر

ريجان يتكلم في الجمعية الوطنية للإنجيليين، 1983

إمبراطورية الشر خطاب ألقاه الرئيس الأمريكي رونالد ريغان أمام الجمعية الوطنية للإنجيليين في 8 مارس 1983 خلال الحرب الباردة. رفض ريغان صراحة الفكرة القائلة بأن الولايات المتحدة والاتحاد السوفيتي مسؤولان بالتساوي عن الحرب الباردة وسباق التسلح النووي المستمر بين البلدين ؛ بل أكد أن الصراع هو معركة بين الخير والشر.على الرغم من أن الرئيس رونالد ريغان لم يكن في الواقع استخدام عبارة «إمبراطورية الشر» حرفياً في خطاب 8 يونيو 1982 إلا أنه شدد على أن انهيار الشيوعية العالمية لا مفر منه لإشارة للاتحاد السوفيتي .